# Pan Balcer w Brazylii
Pan Balcer w Brazylii – poemat epicki Marii Konopnickiej, opublikowany po raz pierwszy w 1910 roku. Treścią utworu są dzieje polskiej emigracji ekonomicznej w Brazylii. Zbieranie informacji o środowisku polskich uchodźców, które miała zamiar opisać, zajęło poetce sześć lat.

## Treść
Poemat składa się z sześciu pieśni. Ukazuje – z perspektywy jednego z bohaterów, prostego, ale zaradnego kowala Balcera – losy emigracyjnej tułaczki chłopskiej, którym Konopnicka nadała sens symboliczny: męczeńskiej drogi ludu. Akcja rozgrywa się w dwóch wymiarach. Jeden z nich to epopeja o biednych, lecz obrotnych emigrantach. Kończy się, kiedy bohaterowie uświadamiają sobie swoją sytuację i decydują się powrócić do domu. Drugi wątek to wystylizowana na biblijną modłę przypowieść o wędrówce uciśnionego narodu wybranego przez symboliczną pustynię obcego kraju. Pielgrzymi modlą się, a nawet miewają prorocze wizje. Pojawia się romantyczny mit narodu wybranego i ziemi obiecanej. Cierpienia jednak nie idą na marne, ponieważ pozwalają one uzyskać ludziom świadomość narodową.

## Forma
Poemat jest napisany oktawą, czyli strofą ośmiowersową rymowaną abababcc, pisaną jedenastozgłoskowcem. Strofa ta była podstawową formą renesansowego i barokowego eposu bohaterskiego. W Polsce stosowali ją przed Konopnicką między innymi Sebastian Grabowiecki, Piotr Kochanowski, Stanisław Herakliusz Lubomirski, Ignacy Krasicki, Dyzma Bończa-Tomaszewski i Juliusz Słowacki.

Więc kiedym stanął na onym pokładzie
Na pewnych nogach i szeroko w kroku,
Tom się pocieszył, że już na zawadzie
Nie będzie teraz nic, nawet łza w oku.
Okręt był wielki, głęboki w nasadzie,
A choć wiatr tęgi zadymał mu zboku,
Ledwo się w sobie kolebał bezmała
Na linie, co się prężyła i drżała.

## Krytyka
Monografię o poemacie Marii Konopnickiej, zatytułowaną "Pan Balcer w Brazylii" jako poemat emigracyjny napisał Tadeusz Czapczyński. Została ona wydana w 1957.